# Richard Brosche
Richard Brosche (* 2. Februar 1884 in Johannesthal; † 22. Oktober 1965 in Aalen) war ein deutsch-böhmischer Architekt, der sich auf den Entwurf und Bau von Lichtspieltheatern, insbesondere in Nord- und Westböhmen, spezialisiert hatte.

## Leben und Wirken
Brosche besuchte die Staatsgewerbeschule in Reichenberg und studierte danach an der Technischen Hochschule in Karlsruhe, jetzt Karlsruher Institut für Technologie.
Danach arbeitete er zunächst in Duisburg, in der Zwischenkriegszeit in Česká Lípa (Böhmisch Leipa) und Ústí nad Labem (Aussig) und nach dem Krieg wieder in Duisburg.
Am 22. Januar 1942 beantragte er die Aufnahme in die NSDAP und wurde rückwirkend zum 1. Januar desselben Jahres aufgenommen (Mitgliedsnummer 8.764.269).

## Bauten
- 1923: Kino und Kulturhaus Orfeum in Kaaden – Kadaň
- 1925: Kino invalidů in Aussig – Ústí nad Labem, Revoluční (1945 zerstört)
- 1925–1926: Stadttheater in Haida (OT Arnsdorf) – Nový Bor, Revoluční čp. 480, Eröffnung am 2. Oktober 1926[6] (nicht zu verwechseln mit dem Kino Nový Bor von Rudolf Bitzan)
- 1926–1928: Evangelický kostel in Böhmisch Leipa – Česká Lípa, Roháče z Dubé 16
- 1927: Schauspielhaus der Stadt Aussig in Schreckenstein (Činoherní studio města-Ústí nad Labem), Varšavská 767, Střekov
- 1927: Kino Sněžník in Bodenbach – Děčín-Podmokly, Podmokelská 1070
- 1927: Kino in Hohenelbe – Vrchlabí, Vančurova 407
- 1928–1929: Kino Lípa in Dux – Duchcov, Masarykova 1000/13
- 1928–1929: Kino Vesmír in Trautenau – Trutnov-Dolní Předměstí, nábřeží Václava Havla 20, 2006 umgebaut (unter Denkmalschutz ÚSKP-Nr. 29362/6-5335)[7]
- 1930: Kino Friedrich in Asch – Aš, Masarykovo nám. 1995/16 (unter Denkmalschutz Nr. 92616)
- 1930: Kino Excelsior, jetzt Kino Ralsko in Niemes – Mimoň, náměstí Čsl. armády 173
- um 1930: Kino in Königswald – Libouchec Nr. 400
- 1930–1931: Kino Panorama in Wigstadtl – Vítkov, Komenského 139 (unter Denkmalschutz ÚSKP-Nr. 101395)[8][9]
- 1930–1931: Kino Jas in Tannwald – Tanvald, Krkonošská 476[10]
- 1931: Kino in Friedland – Frýdlant, Tyršova 681 und 1077[11]
- 1932–1933: Ehem. Kino Alfa in Falkenau an der Eger – Sokolov, Heyrovského 1812
- 1956: Wiederherstellung der Lutherkirche in Duisburg-Obermarxloh, jetzt im OT Röttgersbach gelegen.

## Bildergalerie

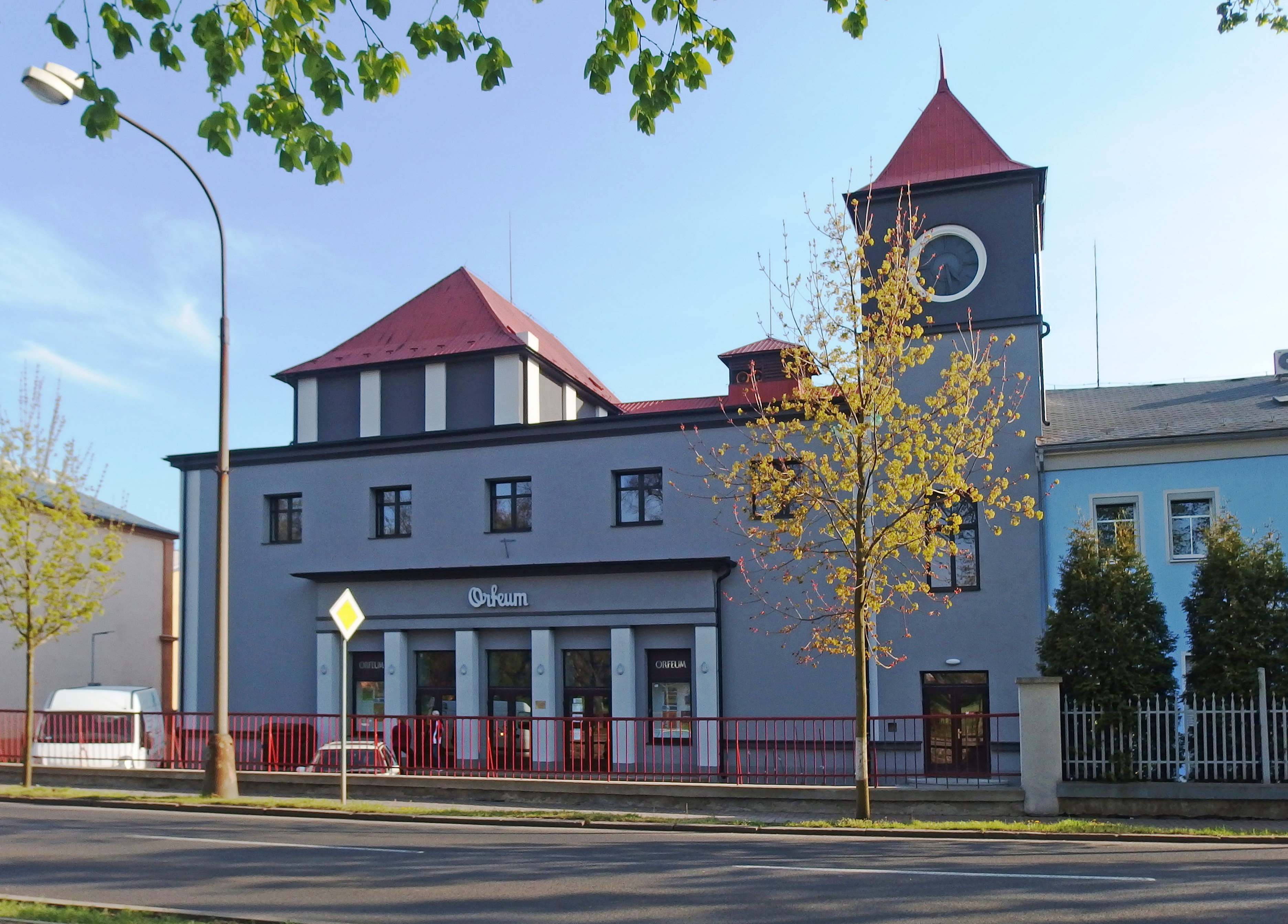
Kino und Kulturhaus Orfeum in Kadaň
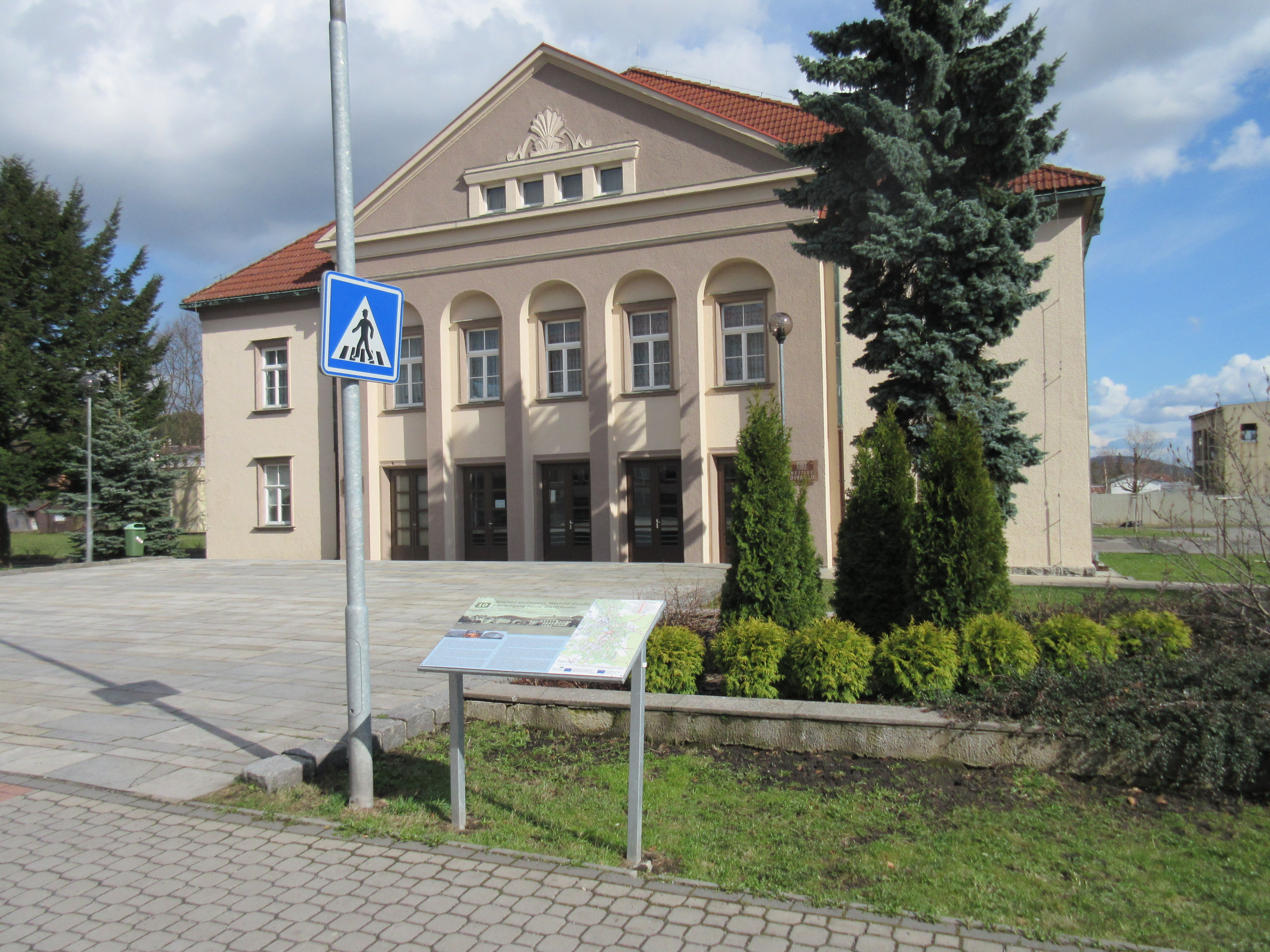
Stadttheater in Nový Bor
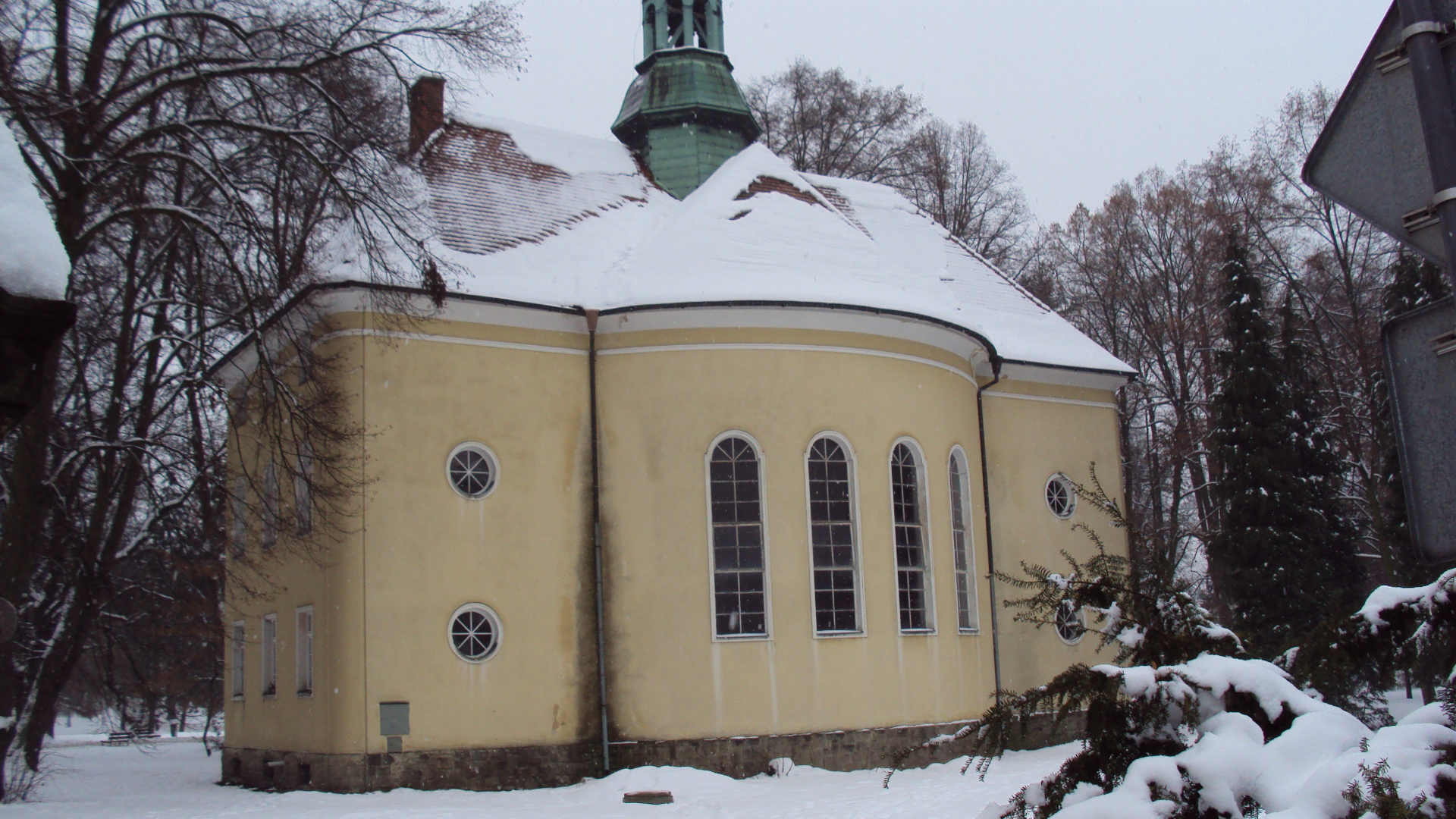
Ehem. evangelische Kirche in Česká Lípa
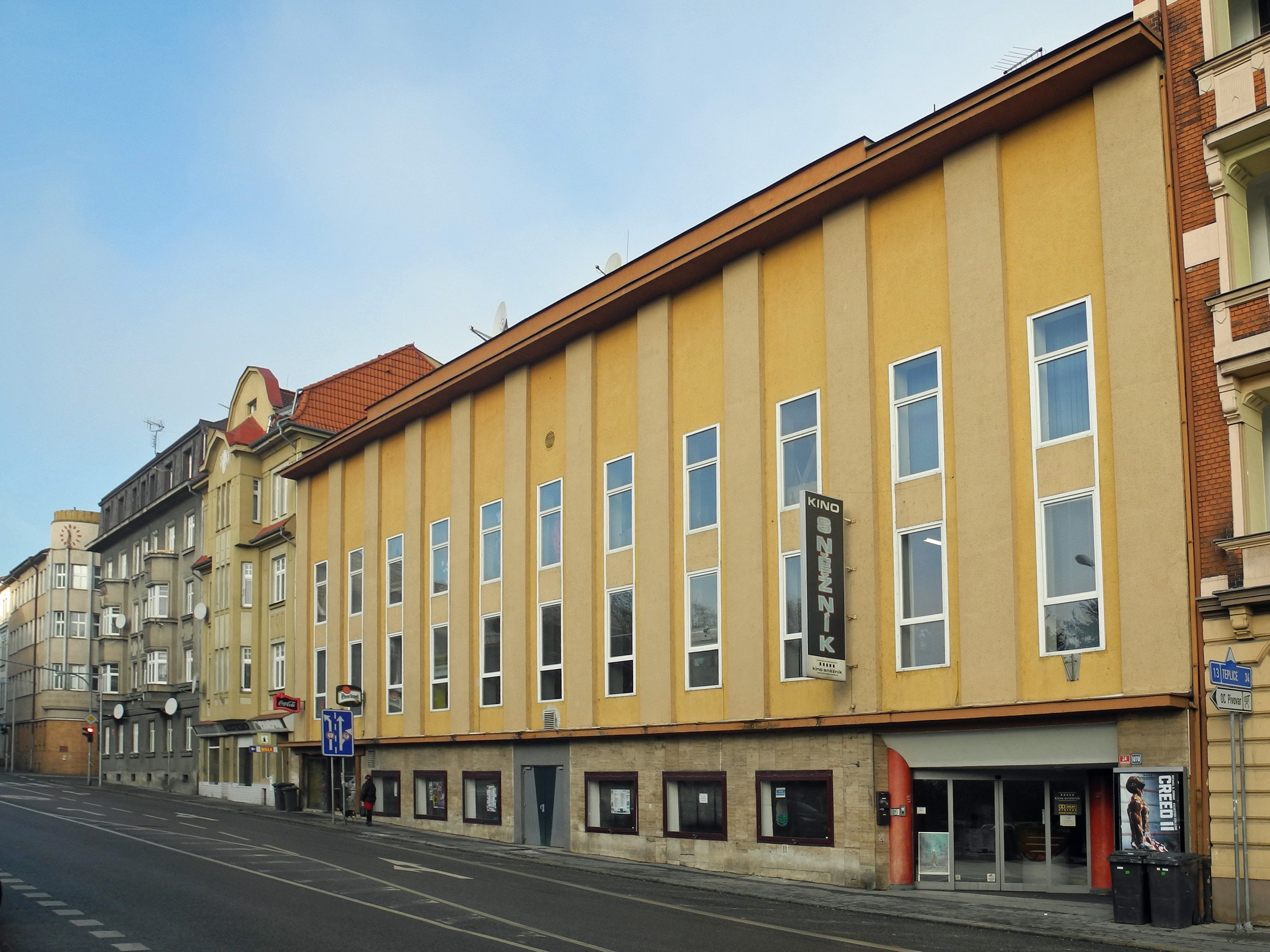
Kino in Děčín-Podmokly
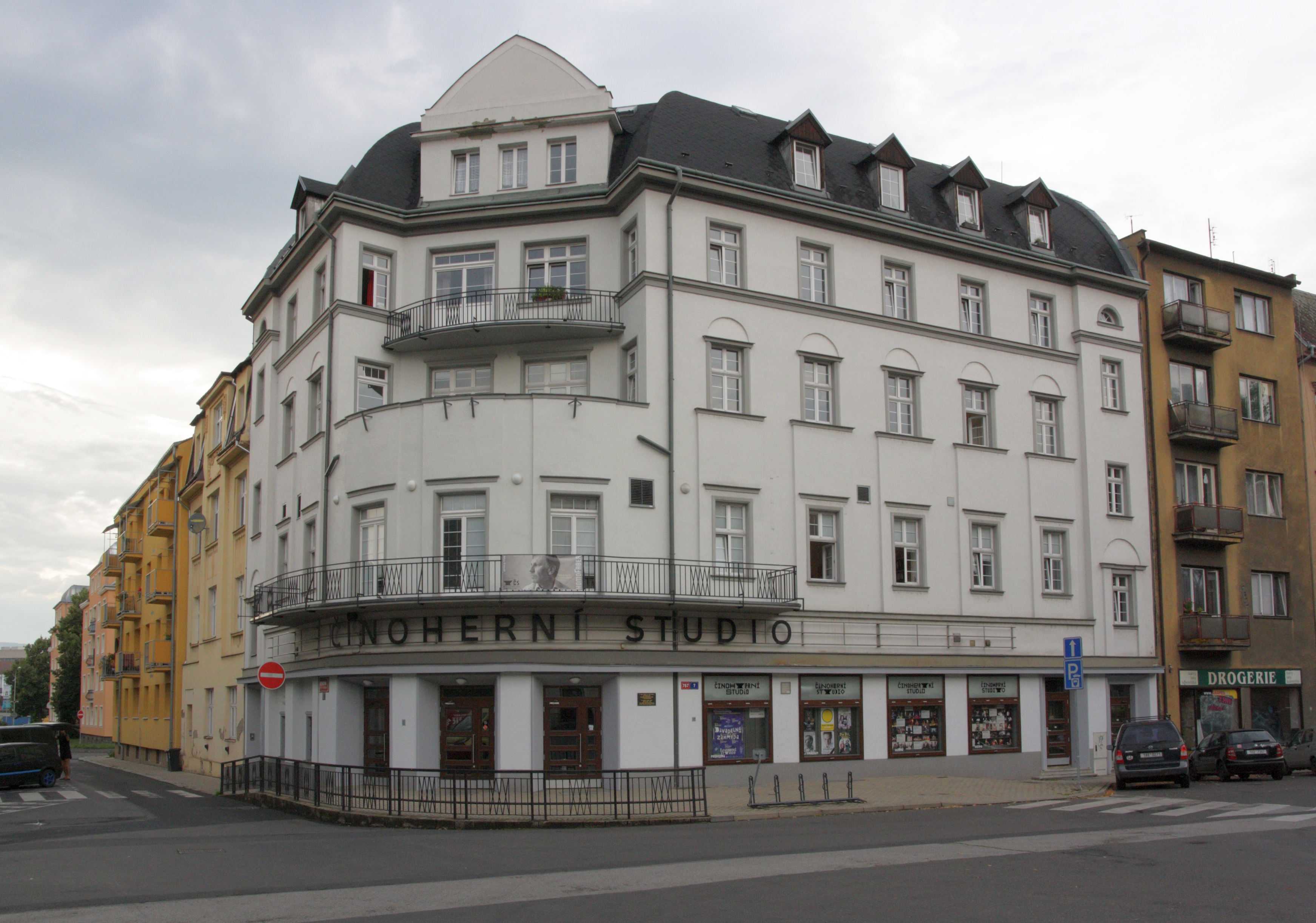
Kino in Ústí n.L.-Střekov
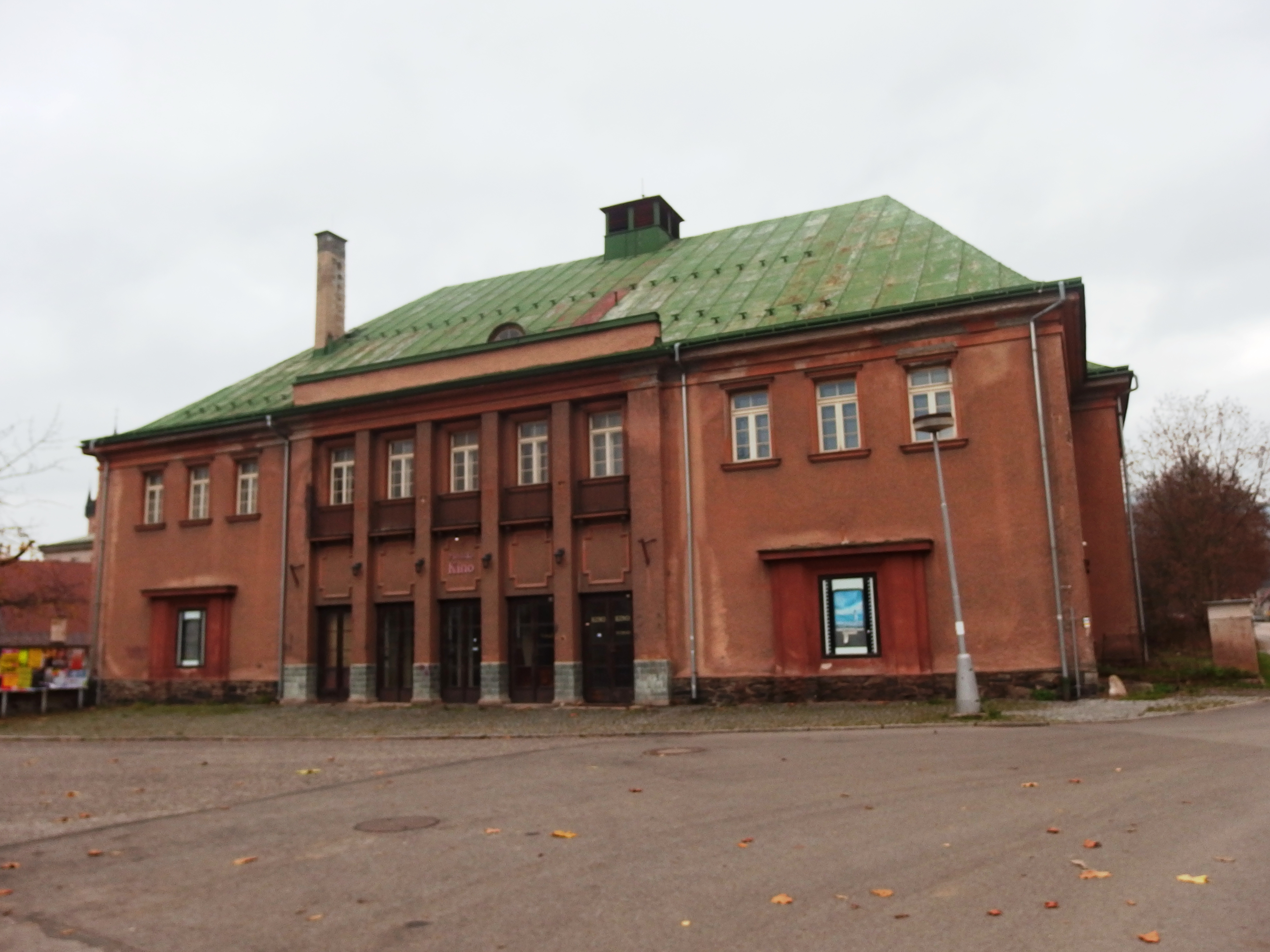
Kino in Vrchlabí
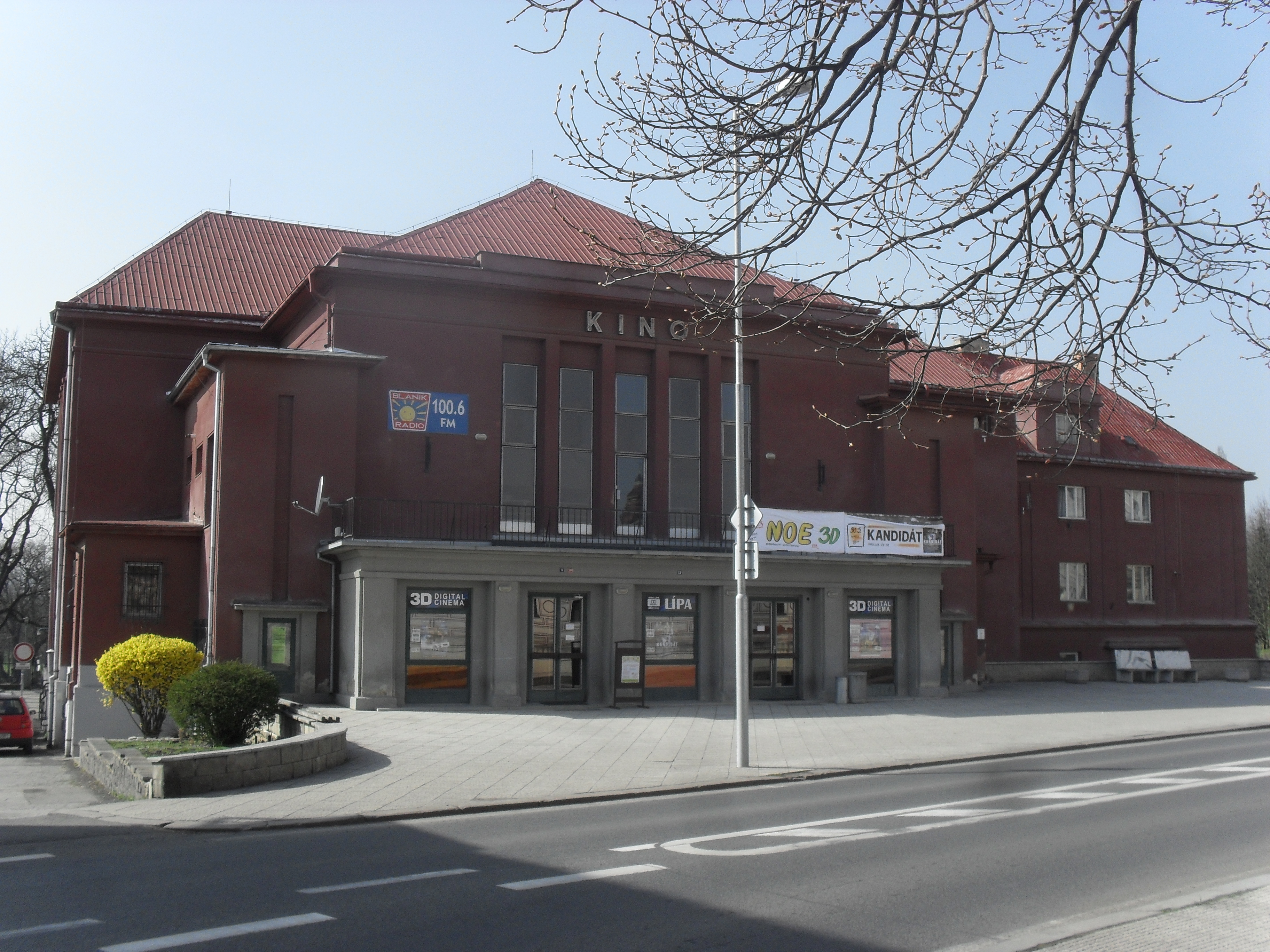
Kino in Duchcov
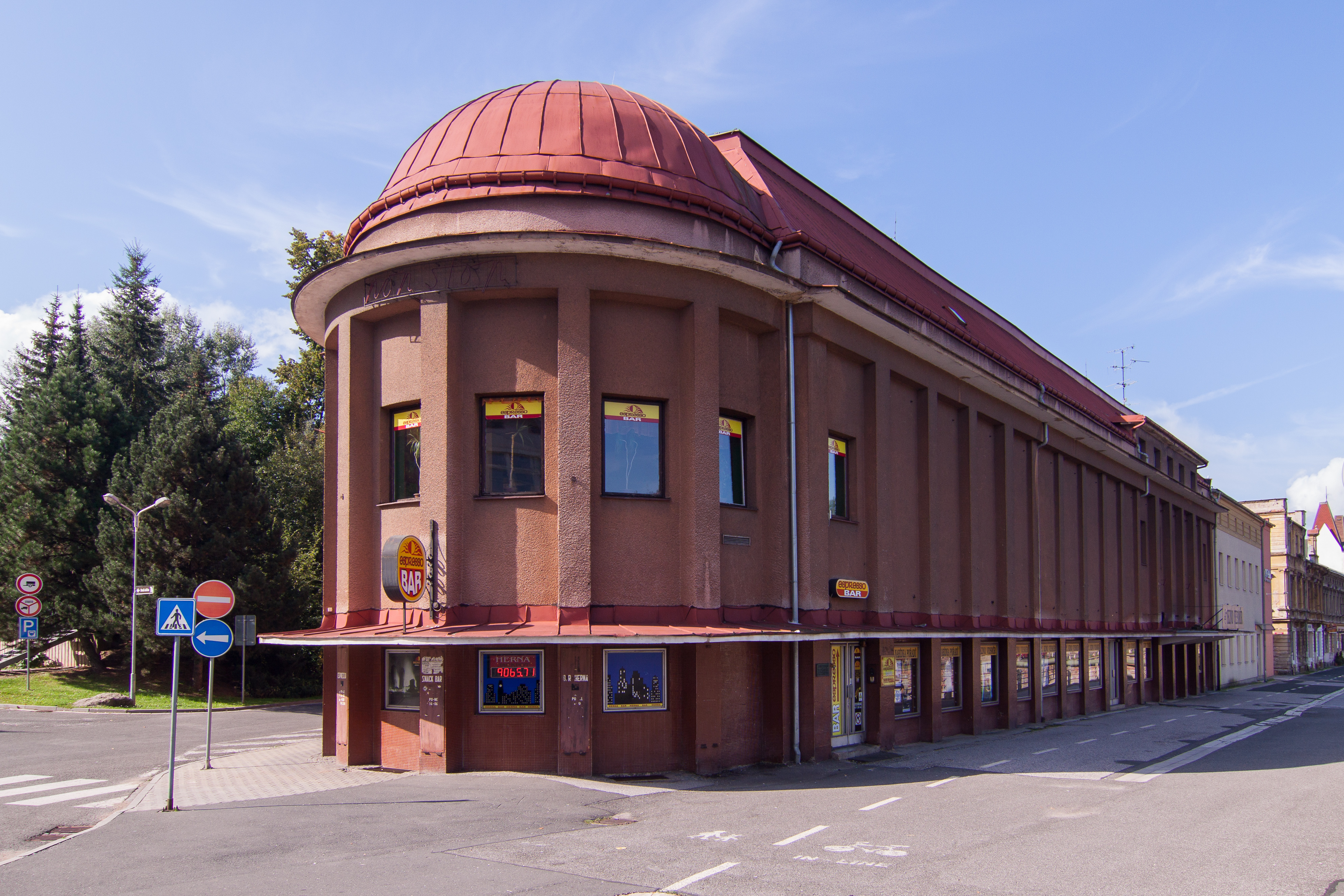
Kino in Trutnov
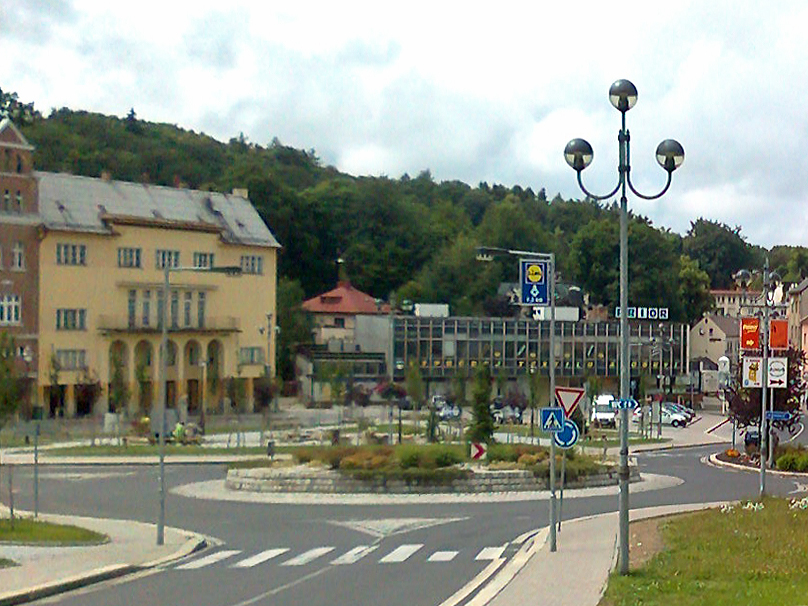
Kino in Asch
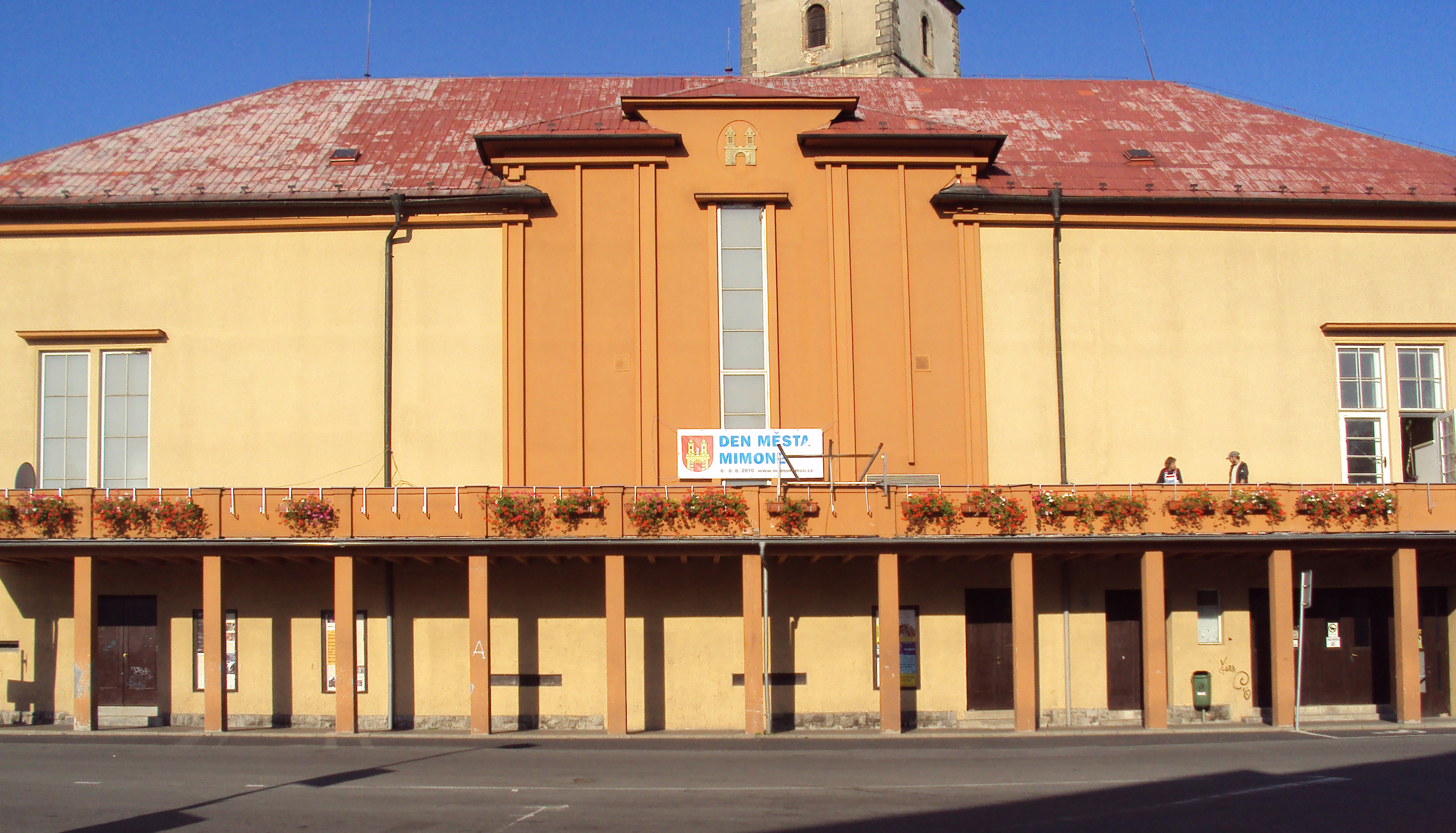
Kino in Mimoň
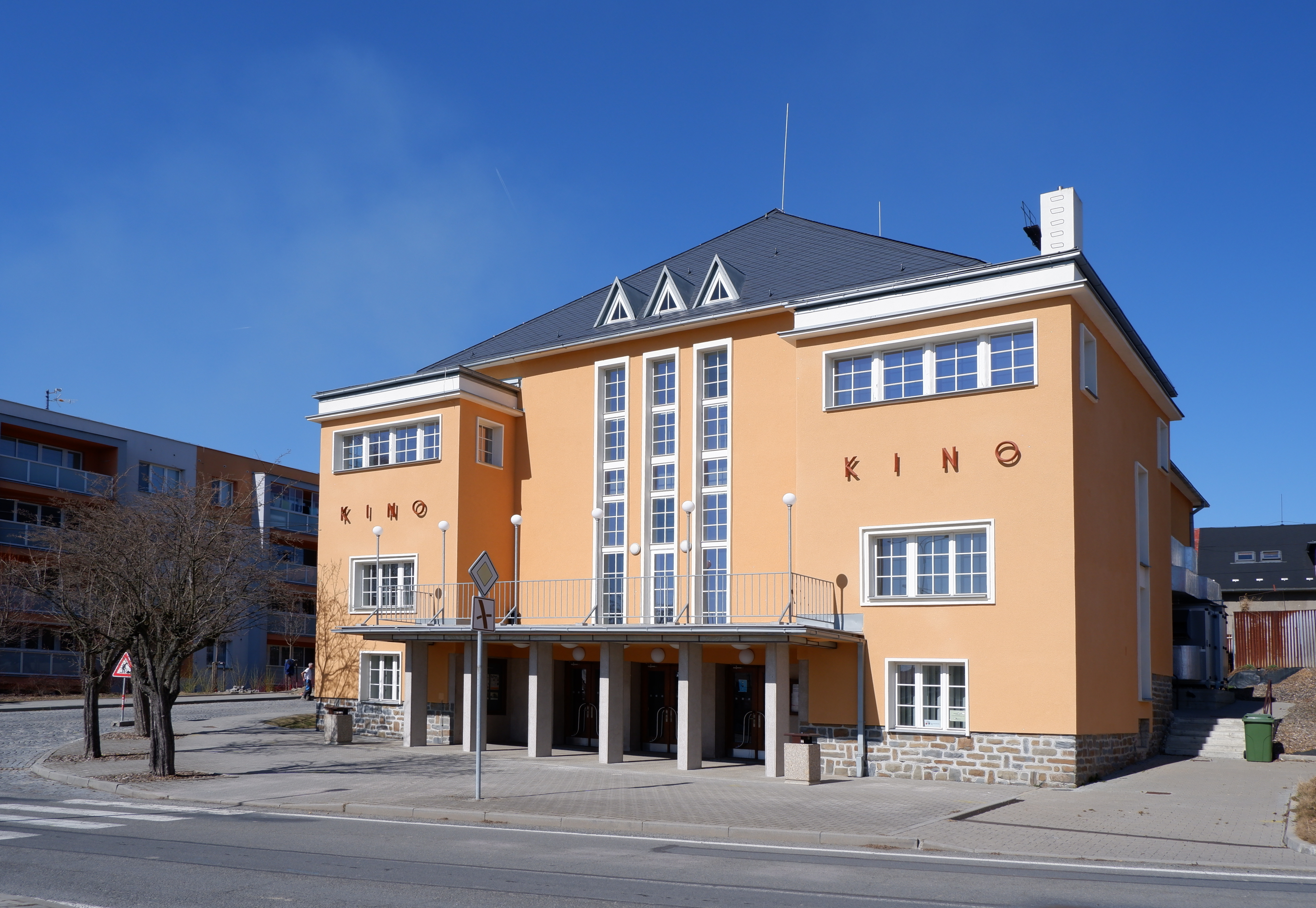
Kino in Vítkov, Okres Opava
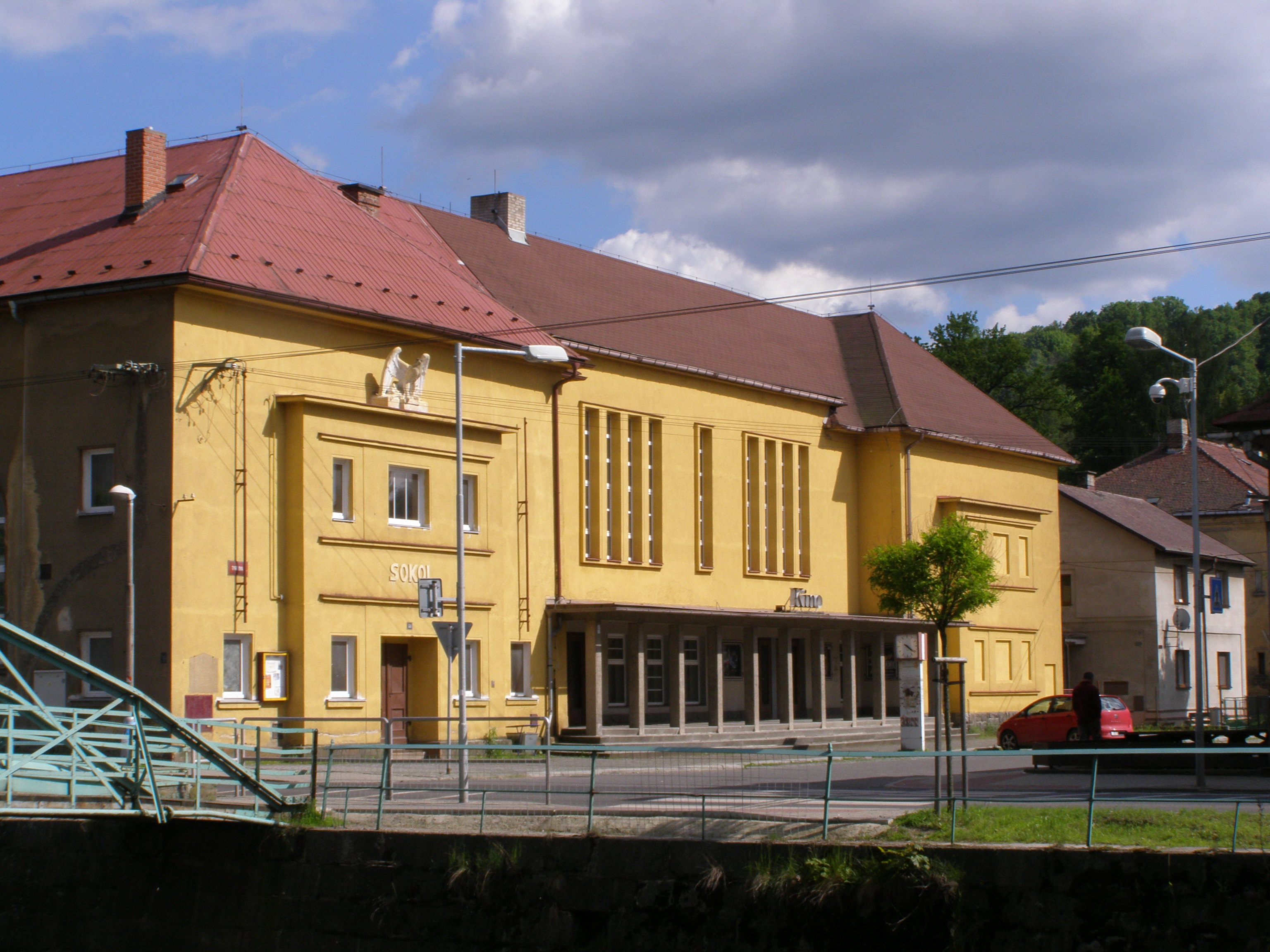
Kino in Frýdlant